# Filippo Ranocchia
Filippo Ranocchia (Perugia, 14 maggio 2001) è un calciatore italiano, centrocampista del Palermo.

## Caratteristiche tecniche
Ranocchia è un centrocampista che gioca principalmente come mezzala, ma può giocare anche come regista o trequartista di fondo. Le sue caratteristiche principali sono il controllo della palla, il dribbling e il tiro dalla lunga distanza, sapendo utilizzare entrambi i piedi con uguale abilità.

## Carriera

### Club

#### Gli inizi
Ranocchia ha iniziato la sua carriera nel 2010 nel settore giovanile della Scuola Calcio Monte Malbe, giocando nelle file dell'under 11 e dell'under 13. Nel 2013 entra nel settore giovanile del Perugia allenato da Roberto Goretti. Nella stagione 2017-2018 ha giocato 19 partite con la Primavera e il 16 luglio 2018 firma il suo primo contratto professionale.

#### Juventus e prestito al Perugia
Il 30 gennaio 2019 viene acquistato dalla Juventus che contestualmente lo cede in prestito biennale al Perugia. Esordisce con gli umbri in Serie B nella vittoria interna per 3-1 contro il Livorno, subentrando nei minuti finali a Marcello Falzerano.
Il 2 settembre 2019 il prestito è stato risolto anticipatamente e Ranocchia viene aggregato alle giovanili della Juventus. Nella stagione 2019-2020 Ranocchia ha giocato una partita con la Juventus U23, la squadra riserve della Juventus militante in Serie C. Esordisce il 25 gennaio 2020, nella sconfitta per 3-2 contro la Pro Patria. 
Nella stagione 2020-2021 è diventato titolare nella Juventus U23, tanto che il 3 ottobre 2020 segna il suo primo gol in carriera nei grandi nella vittoria esterna per 2-1 contro la Giana Erminio. Chiude la stagione con 31 presenze e 4 gol.
Nel corso della stagione, viene convocato più volte in prima squadra dal tecnico Andrea Pirlo, sedendo in panchina in occasione della finale di Supercoppa Italia vinta contro il Napoli.

#### Prestiti a Vicenza, Monza ed Empoli
Il 31 agosto 2021 viene ceduto in prestito al L.R. Vicenza neopromosso in Serie B. Debutta con i biancorossi nella sconfitta esterna per 2-1 contro il Cosenza. Il 30 aprile 2022 segna il gol decisivo al minuto 104 del secondo tempo della partita Vicenza Lecce (finita 2-1 per i veneti). Chiude la sua stagione con 30 presenze (32 considerando i playout) e 1 gol, non riuscendo a salvare la squadra dalla retrocessione in Serie C.
Il 20 luglio 2022 rinnova il suo contratto con la Juventus fino al 2026 e il giorno seguente viene ceduto in prestito con diritto di riscatto e controriscatto al Monza, neopromosso in Serie A, con cui debutta il 14 agosto nella sconfitta per 2-1 contro il Torino, valida per la prima giornata di campionato. Il 22 ottobre segna la sua prima rete in massima serie contro il Milan, battendo Tătărusanu su calcio di punizione nella partita vinta dai rossoneri per 4-1.
A fine prestito fa rientro ai bianconeri, che il 17 luglio 2023 lo cedono in prestito con diritto di riscatto e controriscatto all'Empoli. Dopo sei mesi, il 18 gennaio 2024 il prestito viene risolto.

#### Palermo
Nello stesso giorno in cui lascia la società toscana, viene annunciata dalla Juventus la cessione a titolo definitivo di Ranocchia al Palermo, in Serie B, con cui sottoscrive un contratto fino al 30 giugno 2028.Esordisce il 26 gennaio, giocando titolare nella trasferta contro il Catanzaro (1-1). Il 2 febbraio 2024 realizza il suo primo goal in rosanero nel successo contro il Bari (3-0). Chiude la stagione con 15 presenze complessive tra campionato e playoff. Nella stagione 2024/2025 cambia numero di maglia, indossando il numero 10.

## Statistiche

### Presenze e reti nei club
Statistiche aggiornate al 17 maggio 2025.
| Stagione            | Squadra             | Campionato          | Campionato | Campionato | Coppe nazionali | Coppe nazionali | Coppe nazionali | Coppe continentali | Coppe continentali | Coppe continentali | Altre coppe | Altre coppe | Altre coppe | Totale | Totale |
| Stagione            | Squadra             | Comp                | Pres       | Reti       | Comp            | Pres            | Reti            | Comp               | Pres               | Reti               | Comp        | Pres        | Reti        | Pres   | Reti   |
| ------------------- | ------------------- | ------------------- | ---------- | ---------- | --------------- | --------------- | --------------- | ------------------ | ------------------ | ------------------ | ----------- | ----------- | ----------- | ------ | ------ |
| gen.-giu. 2019      | Perugia             | B                   | 1+1        | 0          | CI              | 0               | 0               | -                  | -                  | -                  | -           | -           | -           | 2      | 0      |
| ago. 2019           | Perugia             | B                   | 0          | 0          | CI              | 2               | 0               | -                  | -                  | -                  | -           | -           | -           | 2      | 0      |
| Totale Perugia      | Totale Perugia      | Totale Perugia      | 1+1        | 0          |                 | 2               | 0               |                    | -                  | -                  |             | -           | -           | 4      | 0      |
| set. 2019-2020      | Juventus U23        | C                   | 1          | 0          | -               | -               | -               |                    | -                  | -                  |             | -           | -           | 1      | 0      |
| 2020-2021           | Juventus U23        | C                   | 29+2       | 3+1        | -               | -               | -               |                    | -                  | -                  |             | -           | -           | 31     | 4      |
| Totale Juventus U23 | Totale Juventus U23 | Totale Juventus U23 | 30+2       | 3+1        |                 | 0               | 0               |                    | -                  | -                  |             | -           | -           | 32     | 4      |
| 2021-2022           | L.R. Vicenza        | B                   | 30+2       | 1          | CI              | 0               | 0               | -                  | -                  | -                  | -           | -           | -           | 32     | 1      |
| 2022-2023           | Monza               | A                   | 14         | 1          | CI              | 2               | 0               | -                  | -                  | -                  | -           | -           | -           | 16     | 1      |
| 2023-gen. 2024      | Empoli              | A                   | 9          | 0          | CI              | 0               | 0               | -                  | -                  | -                  | -           | -           | -           | 9      | 0      |
| gen.-giu. 2024      | Palermo             | B                   | 12+3       | 4          | CI              | 0               | 0               | -                  | -                  | -                  | -           | -           | -           | 15     | 4      |
| 2024-2025           | Palermo             | B                   | 35+1       | 1          | CI              | 2               | 0               | -                  | -                  | -                  | -           | -           | -           | 38     | 1      |
| Totale Palermo      | Totale Palermo      | Totale Palermo      | 47+4       | 5          |                 | 2               | 0               |                    | -                  | -                  |             | -           | -           | 53     | 5      |
| Totale carriera     | Totale carriera     | Totale carriera     | 140        | 11         |                 | 6               | 0               |                    | -                  | -                  |             | -           | -           | 146    | 11     |

### Cronologia presenze e reti in nazionale
| Cronologia completa delle presenze e delle reti in nazionale ― Italia under 21 | Cronologia completa delle presenze e delle reti in nazionale ― Italia under 21 | Cronologia completa delle presenze e delle reti in nazionale ― Italia under 21 | Cronologia completa delle presenze e delle reti in nazionale ― Italia under 21 | Cronologia completa delle presenze e delle reti in nazionale ― Italia under 21 | Cronologia completa delle presenze e delle reti in nazionale ― Italia under 21 | Cronologia completa delle presenze e delle reti in nazionale ― Italia under 21 | Cronologia completa delle presenze e delle reti in nazionale ― Italia under 21 |
| Data                                                                           | Città                                                                          | In casa                                                                        | Risultato                                                                      | Ospiti                                                                         | Competizione                                                                   | Reti                                                                           | Note                                                                           |
| ------------------------------------------------------------------------------ | ------------------------------------------------------------------------------ | ------------------------------------------------------------------------------ | ------------------------------------------------------------------------------ | ------------------------------------------------------------------------------ | ------------------------------------------------------------------------------ | ------------------------------------------------------------------------------ | ------------------------------------------------------------------------------ |
| 8-10-2021                                                                      | Zenica                                                                         | Bosnia ed Erzegovina under 21                                                  | 1 – 2                                                                          | Italia under 21                                                                | Qual. Europeo Under-21 2023                                                    | -                                                                              | 85’                                                                            |
| 16-11-2021                                                                     | Frosinone                                                                      | Italia under 21                                                                | 4 – 2                                                                          | Romania under 21                                                               | Amichevole                                                                     | -                                                                              | 46’                                                                            |
| 14-6-2022                                                                      | Ascoli Piceno                                                                  | Italia under 21                                                                | 4 – 1                                                                          | Irlanda under 21                                                               | Qual. Europeo Under-21 2023                                                    | -                                                                              | 88’                                                                            |
| Totale                                                                         |                                                                                | Presenze                                                                       | 3                                                                              |                                                                                | Reti                                                                           | 0                                                                              |                                                                                |

| Cronologia completa delle presenze e delle reti in nazionale ― Italia under 20 | Cronologia completa delle presenze e delle reti in nazionale ― Italia under 20 | Cronologia completa delle presenze e delle reti in nazionale ― Italia under 20 | Cronologia completa delle presenze e delle reti in nazionale ― Italia under 20 | Cronologia completa delle presenze e delle reti in nazionale ― Italia under 20 | Cronologia completa delle presenze e delle reti in nazionale ― Italia under 20 | Cronologia completa delle presenze e delle reti in nazionale ― Italia under 20 | Cronologia completa delle presenze e delle reti in nazionale ― Italia under 20 |
| Data                                                                           | Città                                                                          | In casa                                                                        | Risultato                                                                      | Ospiti                                                                         | Competizione                                                                   | Reti                                                                           | Note                                                                           |
| ------------------------------------------------------------------------------ | ------------------------------------------------------------------------------ | ------------------------------------------------------------------------------ | ------------------------------------------------------------------------------ | ------------------------------------------------------------------------------ | ------------------------------------------------------------------------------ | ------------------------------------------------------------------------------ | ------------------------------------------------------------------------------ |
| 6-6-2021                                                                       | Serravalle                                                                     | San Marino under 21                                                            | 0 – 1                                                                          | Italia under 20                                                                | Amichevole                                                                     | -                                                                              | 58’                                                                            |
| Totale                                                                         |                                                                                | Presenze                                                                       | 1                                                                              |                                                                                | Reti                                                                           | 0                                                                              |                                                                                |

## Palmares

### Club
- Supercoppa italiana: 1

Juventus: 2020